# Francis González
Francis González (Francia, 6 de febrero de 1952) es un atleta francés retirado especializado en la prueba de 800 m, en la que consiguió ser campeón europeo en pista cubierta en 1973.

## Carrera deportiva
En el Campeonato Europeo de Atletismo en Pista Cubierta de 1973 ganó la medalla de oro en los 800 metros, con un tiempo de 1:49.17 segundos, por delante del alemán Gerhard Stolle  y del checoslovaco Jozef Plachý (bronce).